# Esposizione italo-americana (Genova 1892)
Nata da un'idea della Società Ginnastica Ligure Cristoforo Colombo e con il sostegno e l'appoggio del commendatore Enrico Cravero, l'Esposizione italo-americana, voluta per celebrare i 400 anni dalla scoperta dell'America, fu inaugurata il 10 luglio 1892 a Genova e si concluse il 4 dicembre dello stesso anno (il manifesto pubblicitario riporta, erroneamente, come periodo di apertura da giugno a novembre).
I lavori per la sezione americana ebbero però dei ritardi, e questa fu inaugurata solo il 4 settembre, alla presenza dei duchi di Genova Tommaso e Isabella, in rappresentanza della Casa Reale. L'8 settembre seguì la visita del re Umberto I e della regina Margherita; il giorno successivo furono raggiunti dal presidente del consiglio Giovanni Giolitti, da diversi ministri, e dei presidenti di Camera e Senato.
L'esposizione venne allestita nella spianata Bisagno, che corrisponde all'area attualmente compresa tra piazza Verdi e piazza della Vittoria.

## L'allestimento
I padiglioni furono progettati dall'architetto Giovanni Battista Carpineti e dagli ingegneri Riccardo Haupt, Vittorio Storchi e Mario Vallino. L'impresa che li realizzò fu la Milani Bertelli & C. di Milano.
Fondamentale al finanziamento dell'esposizione, fu il contributo del neoeletto sindaco (per la terza volta), il barone Andrea Podestà, che indisse una lotteria, dal nome ufficiale di Lotteria Nazionale Italo-Americana, i cui proventi vennero usati per finanziare l'evento.
I visitatori complessivi furono 808.572, di cui 522.712 con biglietto regolare, 1.696 in abbonamento e 285.860 ingressi omaggio.
L'Esposizione si costituì in società per azioni, ma riuscì coinvolgere nell'impresa solo 1.652 azionisti.

## Le attrazioni

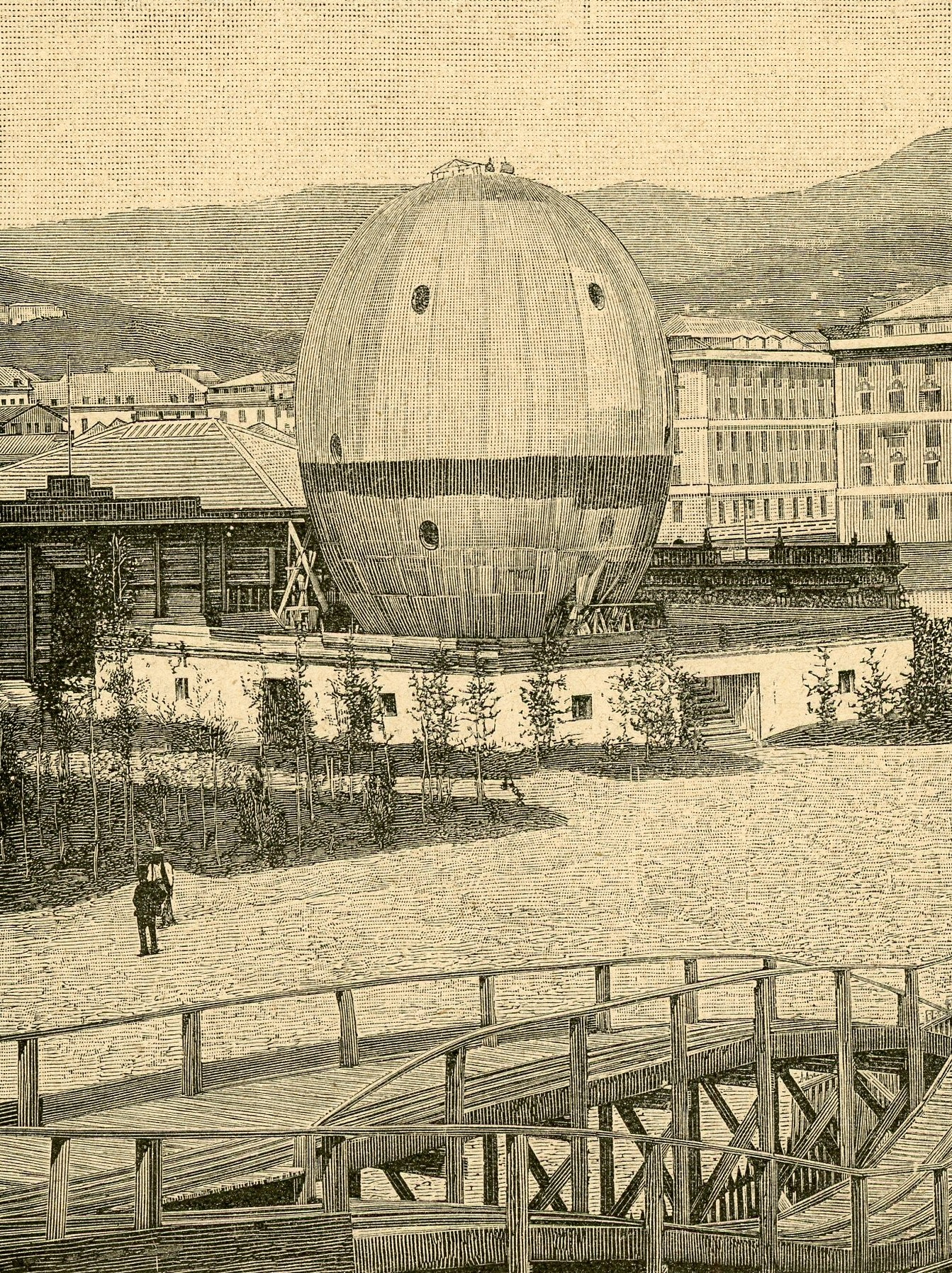
Genova Esposizione Italo-Americana. L’uovo di Colombo (xilografia)

Fu costruita anche una ferrovia funicolare dimostrativa, lunga 220 metri che passava sotto il ponte Pila (ora copertura del Bisagno).
Sulle mura del Prato, dove ora sorge la scalinata delle Caravelle, fu installato un ascensore idraulico.
Un pallone frenato, battezzato "Colombo", con cui si poteva volare fino a 300 metri di altezza, fu montato al centro dell'Esposizione; subì gravi danni a causa di un temporale.
Le varie attrazioni per i visitatori comprendevano un labirinto degli specchi, delle montagne russe e numerosi ristoranti a tema, tra cui L'Uovo di Colombo, un ristorante a forma di uovo colossale: alto 26 metri, diviso in 4 piani, con 16 finestre a forma di oblò, ideato e realizzato da un'azienda vinicola Torinese: la Quarone, Gaiato e Co.

## Le celebrazioni Colombiane

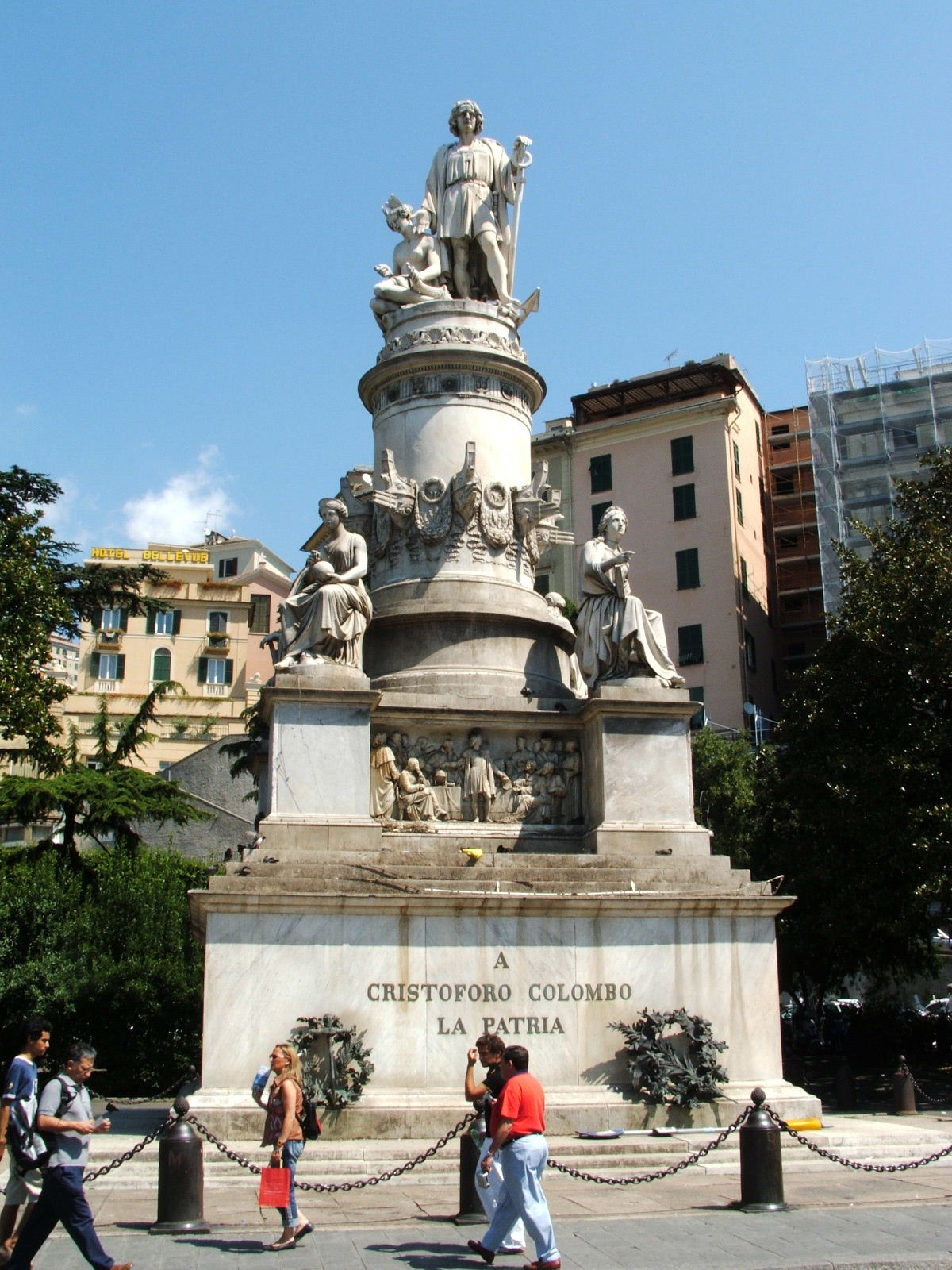
La statua di Colombo in piazza Acquaverde

Il 2 agosto fu organizzato un corteo, accompagnato da bande musicali, diretto verso piazza Acquaverde, davanti alla stazione Principe, per deporre una corona di bronzo ai piedi della statua di Cristoforo Colombo.
Il 3 agosto una recita teatrale nella palestra della Società rappresentò l'incontro del navigatore Colombo con la regina Isabella I di Castiglia, la conquista di Granada e l'arrivo a Palos de la Frontera, da cui salparono le caravelle alla volta delle Americhe. E culminò in un corteo che attraversò la città accompagnando Colombo in porto.
Il 10 agosto, alla presenza del re e della regina, si tenne un ulteriore corteo lungo il percorso inverso, dal porto alla palestra, e la recita questa volta rappresentò il ritorno di Colombo dal Nuovo Mondo, carico di mirabolanti tesori, mai visti prima d'allora in Europa.

## La fondazione del Partito Socialista
Dal 14 al 15 agosto 1892, Genova fu scelta come sede del Congresso costitutivo del Partito Socialista. La scelta cadde su Genova in forza della riduzione del prezzo dei biglietti ferroviari che il governo aveva autorizzato per la durata dell'Esposizione.

## La conclusione e le conseguenze

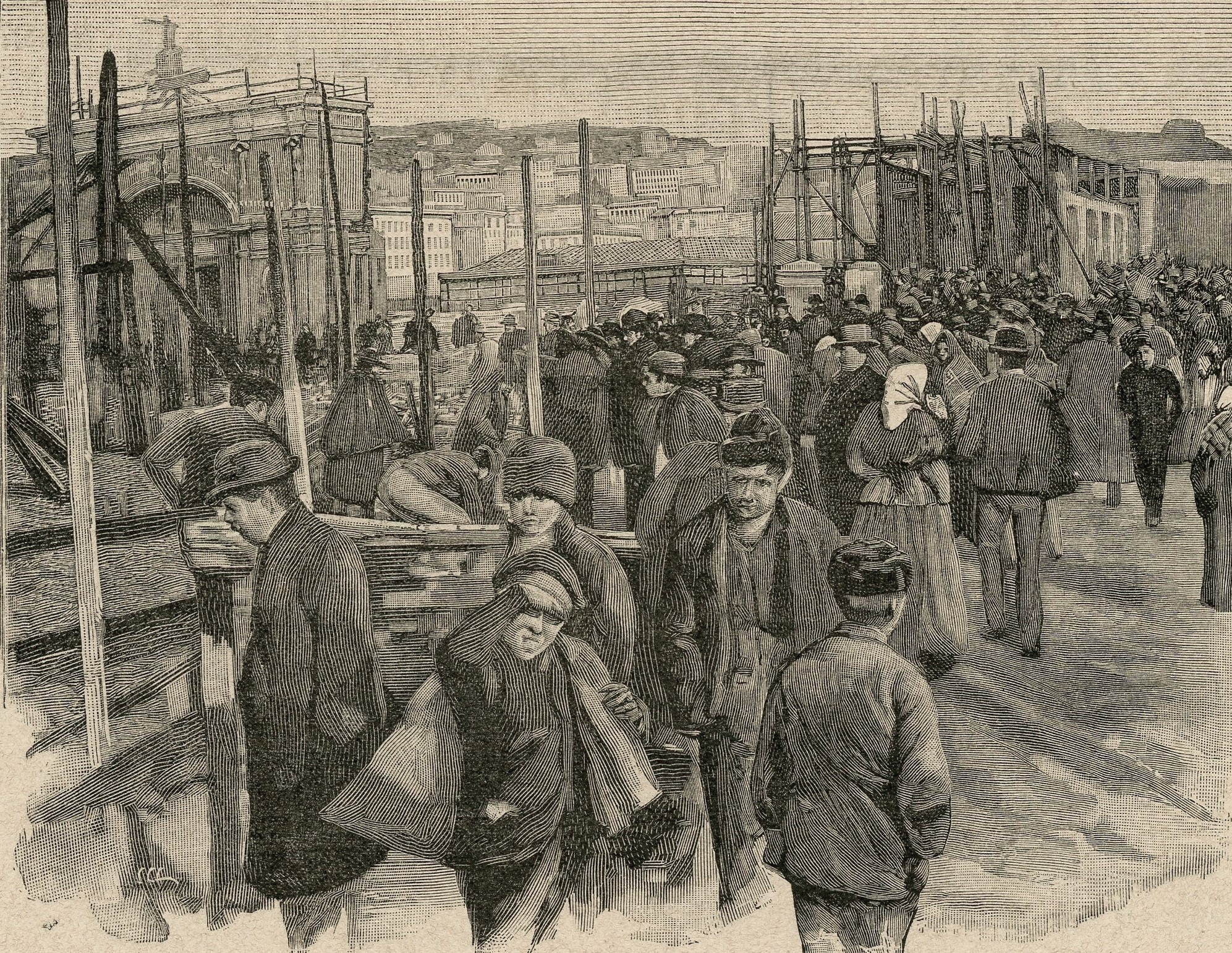
Genova: Ciò ch’è rimasto dell’Esposizione Italo-Americana dopo l’incendio (xilografia).

L'Esposizione durò diversi mesi, e si concluse il 4 dicembre 1892, lasciando un disavanzo tra entrate ed uscite di quasi 80.000 Lire.
Furono ipotizzati diversi scenari di riutilizzo dei padiglioni lasciati vuoti, rimasti in gestione all'impresa costruttrice. Durante le festività natalizie, questi vennero dati in concessione gratuitamente ai negozianti per organizzarvi una fiera.
Il 6 gennaio 1893 i padiglioni vennero completamente distrutti da un incendio di origine probabilmente dolosa. I danni che ne conseguirono vennero coperti dall'assicurazione, e furono computati in Lire 428.000.
L'anno successivo un'altra esposizione internazionale, la Fiera Colombiana di Chicago, celebrò anch'essa i 400 anni della scoperta dell'America.
Cent'anni dopo, nel 1992, altre due esposizioni internazionali, Expo 1992 (Genova) ed Expo 1992 (Siviglia) celebrarono i 500 anni della scoperta dell'America.